# برايان أ. ديكسون
برايان أ. ديكسون (بالإنجليزية: Brian A. Dixon)‏ هو كاتب أمريكي، ولد في 19 أبريل 1980.